# Eupithecia begrandaria
Eupithecia begrandaria là một loài bướm đêm trong họ Geometridae.